# Panique de 1857

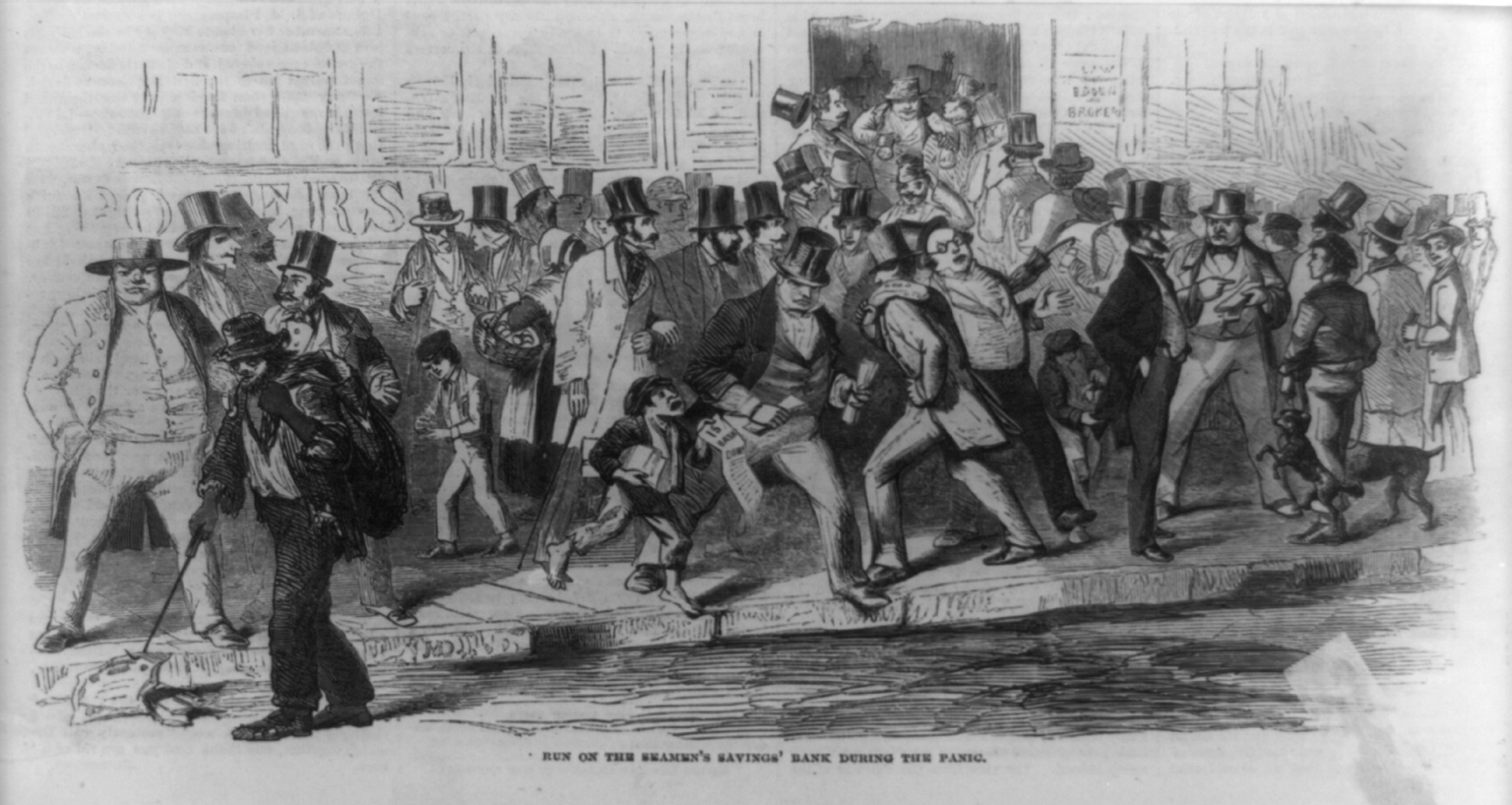
Panique bancaire à la banque Seamen's Savings durant la panique de 1857.

La panique financière de 1857 est une crise financière et économique qui frappe d'abord les États-Unis, puis, la Grande-Bretagne, et se propage à d'autres pays. Historiquement, c'est la première crise économique de dimension mondiale. 
L'un des événements majeurs fut le « krach » de la Bourse de New York le 22 août 1857 qui conduisit à la suspension de toutes les transactions le 13 octobre suivant.
La panique bancaire commença avec l'insolvabilité d'un établissement financier, la Ohio Life Insurance and Trust Company de Cincinnati, mais d'autres événements accumulés contribuèrent à générer cet état de crise.
On constate ainsi une dépression générale de l'économie dont les premiers signes se font sentir dès 1856 avec un ralentissement relatif dans le développement du réseau de chemin de fer, la perte de confiance dans les compagnies ferroviaires entraînant la baisse de la demande métallurgique. 
Tandis que le ralentissement de l'activité économique globale fut court, le rétablissement fut inégal ; l'impact durable fut plus politique qu'économique. 

## Origines de la crise
Alors qu'un boom mondial est observé depuis 1852 et que la découverte et l'exploitation de nouveaux gisements nés de la ruée vers l'or en Californie de 1848 et la ruée vers l'or au Victoria en 1851, en Australie, permettent d'accroître l'offre mondiale de monnaie, les premiers signes d'une crise émergent en 1857 avec la baisse soudaine de la rentabilité des mines d'or, causée par le vieillissement des gisements, et de celle des compagnies ferroviaires, entrées dans la phase de valorisation des lignes secondaires. Une baisse de la consommation se répercute dans les principales industries, en particulier celles de la métallurgie.
Aux États-Unis, la baisse du taux d'escompte résultant de l’augmentation considérable de l’encaisse-or, permit une croissance économique durant la période 1850-1857, de 7,48 % en moyenne par an. La crise de 1857 sera d'autant plus forte qu'un boom mondial reposant sur le recours au crédit bancaire avait résulté de la conjonction de plusieurs expansions sectorielles très fortes : l'équipement en voies ferrées et des navires à vapeur, le développement du télégraphe aux États-Unis, les grands travaux immobiliers du baron Georges Eugène Haussmann à Paris, et la création d'établissements bancaires agressifs, comme le Crédit mobilier des frères Péreire.
Aux États-Unis le comte de Sartiges, ambassadeur de France, témoigne le 21 juin 1857 de la spéculation : Chicago « tout entière est livrée à une fièvre d'agiotage qui déborde comme folie. Tel terrain, acheté 4 000 dollars il y a trois années, a été revendu 100 000 il y a six mois, et représente à ce moment une valeur de 150 000 dollars », témoigne-t-il.
En France, alors que le système bancaire était à structure familiale, employant ses ressources en escomptes commerciaux, l’essor économique a permis une réorientation vers des crédits de long terme, demandés par les compagnies de chemin de fer et les usines métallurgiques, mais aussi l'émission d'actions en bourse au cours de la très forte croissance économique des années 1850. En raison de ces demandes, à partir de 1837 se forment les « Caisses », à structure non familiale et capitaux divisés en actions, faisant donc appel à l'épargne. La plus importante fut celle de Jacques Laffitte : la Caisse générale du commerce et de l'industrie. D'autres, comme la Compagnie générale des caisses d'escompte, fondée en avril 1852 par Antoine Prost, avec un apport de seulement 30 000 francs-or, se soldera par une faillite retentissante au printemps 1858. Il avait lancé entre-temps Le Journal du Crédit public, que le Gouvernement français accuse de propager de fausses bonnes nouvelles. Prost finira par s'enfuir et disparaître. Par contrecoup, les cours des actions des autres caisses plongèrent de près de 30 %.

## Le détonateur, un accident bancaire

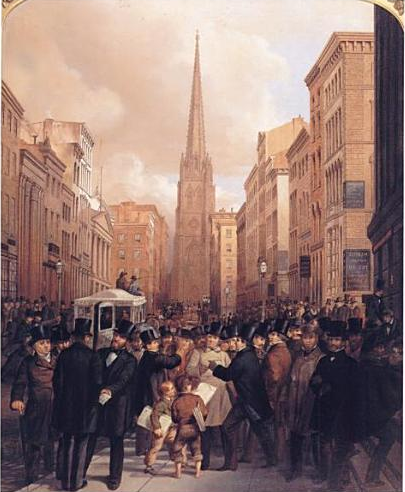
James H. Cafferty : Wall Street, le 13 octobre 1857 à 14 h 30 (1858), huile sur toile.

Les mois de juin, juillet et août 1857 se caractérisent aux États-Unis par des difficultés dans les affaires, qui se répercutent sur les banques du fait du montant toujours croissant de billets présentés au remboursement, et des demandes d'escompte. En Europe, c'est une crise de surproduction : de bonnes récoltes ruinent soudainement la spéculation agricole. De juin à août, le prix du blé chute d'autant plus que le stockage des produits agricoles s'était fortement développé. L'Europe devient autosuffisante, privant les exportateurs américains de débouchés, et provoquant un déséquilibre de la balance commerciale, qui génère une demande d'or, tandis qu'on cherche à maintenir des prix élevés en accroissant encore les stocks. Ainsi se trouve accrue la demande de crédit, au moment où son offre diminue, faute de base métallique. 
Un krach éclate le 22 août 1857 à la Bourse de New York, car la banque Ohio Life and Insurance Company, confrontée à une forte demande de crédit, suspend ses paiements. L'établissement entraîne dans sa chute les banques de New York, du Maryland et de Pennsylvanie, puis d'autres banques importantes à Baltimore, Philadelphie et Boston. Le taux de l'escompte s'accroît fortement, ce qui casse la dynamique de croissance : courant septembre, les actions des chemins de fer chutent à leur tour. La panique financière se poursuit jusqu'en octobre 1857, accélérée par le naufrage du SS Central America  le 12 septembre avec environ 11,2 tonnes d'or à bord, au moins l'équivalent de 6 millions de dollars de l'époque : ce chargement était destiné à enrayer l'insolvabilité galopante des entreprises de la côte Est.
Le 13 octobre, les banques, d'un commun accord, suspendent leurs paiements métalliques, qui ne reprennent que le 11 décembre. La crise monétaire et financière ne s'achève qu'à la fin de l'année 1857. Ses répercussions se révèlent cependant sévères sur l'économie. Le taux d'accroissement du réseau ferré ralentit de 20 % à 30 %. La crise se propage au premier partenaire commercial et financier de Wall Street : le Royaume-Uni, frappée par une crise de change, puis rapidement par sa conséquence directe, une crise de crédit. La Bourse de Paris connaît aussi une forte baisse. Une récession économique frappe alors tous les pays, unis par des liens monétaires, financiers et commerciaux.

## Conséquences de la crise
En France, l'encaisse métallique de la Banque de France chute de 27 % entre juin et octobre 1857, et touche son point le plus bas le 20 novembre, à 14 % de moins qu'un mois plus tôt. Les réserves d'or et d'argent ne représentent alors plus que le tiers du montant des billets en circulation, dans une économie qui n'accepte le papier-monnaie que depuis un demi-siècle.
Pour le second Empire français, c'est le  début de la première crise économique. La construction des lignes de chemin de fer se ralentit, mais ne cesse pas : le nombre de kilomètres construits passe de 1 260 en 1857 à 1 190 en 1858. La production d'acier chute de 6 %, et le chômage s'accroît de 7 % dans les mines de charbon, mais la récession est moins forte que dans les pays plus financiarisés, ou plus investis dans les chemins de fer.
Napoléon III avait cependant donné des coups de frein salutaires, qui limitèrent l'ampleur du cycle en France. Le 1er janvier 1857, il avait fait établir un droit d'entrée de un franc à la Bourse des valeurs et de cinquante centimes à la Bourse des marchandises au profit de la ville de Paris. L'année précédente, fut refusée au Crédit mobilier l'émission d'obligations, au risque de se voir reprocher de « comprimer l'essor général ». L'interdiction du 9 mars 1856 avait ainsi été accusée de freiner les valeurs boursières, et de contenir l'esprit d'entreprise. La hausse du taux d'escompte à 6 % en janvier 1856, et l'abaissement de la durée de l'escompte de 90 à 75 jours, puis même 60 jours freina le montant des escomptes, qui était passé de 2,9 à 3,7 milliards de francs de 1854 à 1855. Par mesure de sécurité, le capital social de la Banque de France fut doublé, de 91 250 à 182 500 actions. Les cent millions de francs ainsi obtenus devaient être versés en 1859 à l'État, en atténuation des découverts du Trésor.
Aux États-Unis, le 26 octobre, l'ambassadeur de France témoigne à nouveau, cette fois, des conséquences de la suspension deux semaines auparavant des paiements en espèces : « Dans les États manufacturiers du Nord, les fabriques ont congédié les deux tiers de leurs ouvriers, ou fermé, et on ne prévoit pas le jour où elles pourront reprendre leur activité. Au début de la crise, l'on s'était flatté qu'aux dépens de désastres individuels, les affaires générales pourraient reprendre dans un bref délai, mais depuis, et après avoir écarté les causes secondaires, l'on a été amené à reconnaître que le mal était profond, parce qu'il tenait au système même du crédit aux États-Unis ».
La crise monétaire s'atténuant, le gouvernement français en est immédiatement prévenu le 15 novembre : « l'or commence à reparaître sur la place de New York, encouragé par les arrivages d'Angleterre d'espèces monétaires. Les actions des compagnies de chemins de fer ont remonté. Les Anglais envoient des métaux précieux pour acheter des cotons du Sud, et des actions des compagnies de chemins de fer ».

### Effets collatéraux
- À la suggestion de Howell Cobb, le secrétaire au Trésor américain, le président des États-Unis James Buchanan a proposé au Congrès que le Trésor soit autorisé à émettre des obligations, pour la première fois depuis la guerre américano-mexicaine.

- Parmi les chômeurs américains, certains devinrent chercheurs d'or par nécessité. Des milliers d'aventuriers foncèrent dans la ruée vers l'or au Colorado (1858), en Colombie-Britannique (1858 également), puis en 1859 au Nevada et en 1862 au Montana.

- Surtout, les réglementations bancaires furent modifiées : en France, par exemple, il ne fut plus possible d'ouvrir un établissement bancaire aux mêmes conditions qu'avant 1857. Ainsi naquirent des banques comme le Crédit lyonnais et la Société générale.